# Gmina Bytoń
Die Gmina Bytoń [ˈbɨtɔɲ] ist eine Landgemeinde im Powiat Radziejowski der Woiwodschaft Kujawien-Pommern in Polen. Ihr Sitz ist das gleichnamige Dorf, es liegt etwa 52 km südlich von Toruń. 

## Gliederung
Zur Landgemeinde Bytoń gehören 17 Dörfer mit einem Schulzenamt.
- Borowo
- Budzisław
- Bytoń
- Czarnocice
- Dąbrówka
- Litychowo
- Ludwikowo
- Morzyce
- Nasiłowo
- Niegibalice
- Nowy Dwór
- Pścininek
- Pścinno
- Stróżewo
- Świesz
- Wandynowo
- Witowo

Weitere Ortschaften der Gemeinde sind:
- Brylewo
- Dąbrowa
- Faliszewo
- Głuszyn
- Góry Witowskie
- Grodziska
- Holendry Bytońskie
- Morzyce-Kolonia
- Morzyce-Osada
- Nowe Witowo
- Oszczywilk
- Potołówek
- Sokołowo
- Stefanowo
- Witowo-Kolonia